# Маккабі (футбольний клуб, Єрусалим)
«Маккабі» (Єрусалим) (івр. מועדון כדורגל מכבי ירושלים) — ізраїльський футбольний клуб із міста Єрусалим, заснований 1911 року. вперше розформований 1963 року, у 1970 році — відроджений, 2005 року — вдруге розформований.

## Досягнення
- Чемпіонат Палестини
  -  Срібний призер (1): 1933/34

- Кубок Палестини
  -  Володар (1): 1928 (розділений з «Хапоелем» (Тель-Авів))
  -  Фіналіст (1): 1929

## Відомі гравці
- / Олександр Сухарєв